# Jonathan Wilmet
Jonathan Wilmet (Ottignies-Louvain-la-Neuve, 7 januari 1986) is een Belgische voetballer die momenteel zonder club zit. Zijn laatste club was Wallonia Walhain, waar hij in het seizoen 2016/17 actief was.

## Carrière
Wilmet doorliep de jeugdreeksen van het Franse RC Lens en het Engelse Nottingham Forest. Zijn profcarrière startte de aanvaller bij Willem II: in het seizoen 2005/06 mocht Wilmet een achttal wedstrijden spelen bij het eerste elftal van de Tilburgse club. In het seizoen erna kwam hij regelmatig in actie, vooral als invaller. In het seizoen 2007/08 deden de toenmalige trainers van Willem II, Dennis van Wijk en Andries Jonker, zelden een beroep op hem.
In januari 2008 vertrok hij naar de toenmalige, Belgische eersteklasser Sint-Truidense VV. Via omzwervingen bij KV Mechelen, waar hij een vaste waarde werd in de hoogste afdeling, en KVC Westerlo in de Tweede Klasse, kwam hij in augustus 2013 bij eersteklasser KV Oostende terecht.
In januari 2015 werd Wilmet voor een half jaar uitgeleend aan Waasland-Beveren, met optie op een vast contract voor twee seizoenen. De optie werd gelicht, maar in augustus werd Wilmet voor een jaar uitgeleend aan tweedeklasser SK Deinze. Wilmet speelde nadien nog een jaar voor Wallonia Walhain, maar sindsdien zit hij zonder club.

## Statistieken
| Seizoen         | Club               | Competitie         | Competitie | Competitie | Play-offs | Play-offs | Beker | Beker | Totaal | Totaal |
| Seizoen         | Club               | Competitie         | Wed.       | Dlp.       | Wed.      | Dlp.      | Wed.  | Dlp.  | Wed.   | Dlp.   |
| --------------- | ------------------ | ------------------ | ---------- | ---------- | --------- | --------- | ----- | ----- | ------ | ------ |
| 2005/06         | Willem II          | Eredivisie         | 8          | 0          | nvt       | nvt       | 0     | 0     | 8      | 0      |
| 2006/07         | Willem II          | Eredivisie         | 15         | 0          | nvt       | nvt       | 0     | 0     | 15     | 0      |
| 2007/08         | Willem II          | Eredivisie         | 2          | 0          | nvt       | nvt       | 0     | 0     | 2      | 0      |
| 2007/08         | Sint-Truidense VV  | Jupiler Pro League | 7          | 1          | nvt       | nvt       | 0     | 0     | 7      | 1      |
| 2008/09         | Sint-Truidense VV  | EXQI League        | 36         | 12         | nvt       | nvt       | 0     | 0     | 36     | 12     |
| 2009/10         | Sint-Truidense VV  | Jupiler Pro League | 28         | 3          | 6         | 1         | 2     | 1     | 36     | 5      |
| 2010/11         | KV Mechelen        | Jupiler Pro League | 27         | 3          | 6         | 0         | 3     | 0     | 36     | 3      |
| 2011/12         | KV Mechelen        | Jupiler Pro League | 16         | 0          | 5         | 0         | 1     | 0     | 22     | 0      |
| 2012/13         | KVC Westerlo       | Belgacom League    | 26         | 2          | 5         | 2         | 3     | 1     | 34     | 5      |
| 2013/14         | KVC Westerlo       | Belgacom League    | 2          | 0          | 0         | 0         | 0     | 0     | 2      | 0      |
| 2013/14         | KV Oostende        | Jupiler Pro League | 24         | 3          | 0         | 0         | 5     | 1     | 29     | 4      |
| 2014/15         | KV Oostende        | Jupiler Pro League | 19         | 2          | 0         | 0         | 0     | 0     | 19     | 2      |
| 2014/15         | → Waasland-Beveren | Jupiler Pro League | 11         | 0          | 0         | 0         | 0     | 0     | 11     | 0      |
| 2015/16         | Waasland-Beveren   | Jupiler Pro League | 0          | 0          | 0         | 0         | 0     | 0     | 0      | 0      |
| 2015/16         | → KMSK Deinze      | Belgacom League    | 22         | 1          | 0         | 0         | 1     | 0     | 23     | 1      |
| Carrière totaal | Carrière totaal    | Carrière totaal    | 236        | 27         | 22        | 3         | 15    | 3     | 273    | 33     |